# ریشارد گراملیش
ریشارد گراملیش (۶ اوت ۱۹۲۵ در مانهایم؛ ۲۳ سپتامبر ۲۰۰۶ در اونترهاخینگ) یک دین‌شناسِ آلمانی بود. وی را محققی مهم در عرصهٔ تصوف (عرفان اسلامی) می‌دانند.

## زندگی
ریشارد گراملیش در سال ۱۹۴۶ به طریقتِ یسوعیان (انجمنِ عیسی) پیوست. در سال ۱۹۶۹ دکترای خود را از دانشگاه بازل دریافت کرد و در سال ۱۹۷۱ به عنوان استادِ تاریخ‌شناسیِ دین در دانشکده الهیات دانشگاه فرایبورگ منصوب شد. وی در سال ۱۹۸۷ بازنشسته شد و در نزدیکی بازل در سوئیس به زندگی ادامه داد.
در سال ۲۰۰۴ کتابخانه مهم وی به‌طور دائمی به کتابخانه ایالتی بایرن در مونیخ واگذار شد.

## آثار (گزیده)
- طریقت‌های شیعی در ایران. سه جلد. اشتاینر، ویسبادن ۱۹۶۵، ۱۹۷۶، ۱۹۸۱
- معجزاتِ دوستانِ خدا (اولیاءالله): الهیات و مظاهر معجزه نزد مقدسینِ مسلمان. ۱۹۸۷
- عرفان اسلامی. متون صوفیانه از ده قرن پیش. سال ۱۹۹۲
- الگوهای کهنِ تصوف. قسمت ۱. شیوخِ مغرب. ۱۹۹۵
- الگوهای کهنِ تصوف. قسمت ۲. شیوخِ مشرق ۱۹۹۶
- چشم‌پوشی از جهان: مبانی و شیوه‌های زهد اسلامی. ۱۹۹۷
- خدای یگانه: ویژگی‌های اساسی عرفانِ توحیدیِ اسلامی. ۱۹۹۸

او علاوه بر این آثار، تعداد قابل توجهی ترجمه و شرح از نوشته‌های پیشگامان عرفای اسلامی نوشته‌است که بیشتر آن‌ها در مجموعه مطالعات اسلامی فرایبورگ منتشر شده‌اند.

### اسناد صوتی
- ابعاد اخلاقی و عرفانی تجربهٔ اسلامیِ ایمان. درسگفتار ارائه شده در تاریخ ۲۳. مارس ۱۹۷۳ در آکادمی کاتولیک اسقف اعظم فرایبورگ - منتشر شده در سال ۲۰۰۶ توسط کتابخانه دانشگاه فرایبورگ - منبع آنلاین.

## آثار دربارهٔ او
- برند راتکه: ریشارد گراملیش (۲۰۰۶–۱۹۲۵). منتشره در: مجله انجمن شرقی آلمان جلد ۱۵۹، شماره ۱، ۲۰۰۹، صص ۱–۳.

## پیوندهای آنلاین
- آثار نوشته‌شده یا دربارهٔ ریشارد گراملیش در برگه‌دان کتابخانهٔ ملی آلمان
- بیوگرافی کوتاه و لیست انتشارات کتابخانه دانشگاه فرایبورگ
- عکس پرتره

## ملاحظات
1. ↑  Mitteilung des Jesuitenordens بایگانی‌شده  در ۲۵ سپتامبر ۲۰۱۵ توسط Wayback Machine.